# Kuźnica (Silésie)
Pour les articles homonymes, voir Kuźnica.
Kuźnica est une localité polonaise de la gmina de Kłomnice, située dans le powiat de Częstochowa en voïvodie de Silésie.